# Kontradyktoryjność
Kontradyktoryjność (z łac. contradictio „sprzeczność” od contra „przeciw” i dicere „mówić”) – cecha postępowania, w którym istnieją dwie przeciwstawne strony toczące spór. Stanowi jeden z elementów sformalizowanej procedury sądowej.